# De oude man en de zee
De oude man en de zee (oorspronkelijke titel The Old Man and the Sea) is een novelle van de Amerikaanse schrijver Ernest Hemingway. Het boek werd geschreven in 1951 en uitgegeven in 1952. Het was het laatste grote werk dat Hemingway tijdens zijn leven gepubliceerd zou zien. The Old Man and the Sea werd in 1953 bekroond met de Pulitzerprijs voor Fictie en droeg bij tot de toekenning van de Nobelprijs voor de Literatuur aan Hemingway in 1954.

## Achtergrond

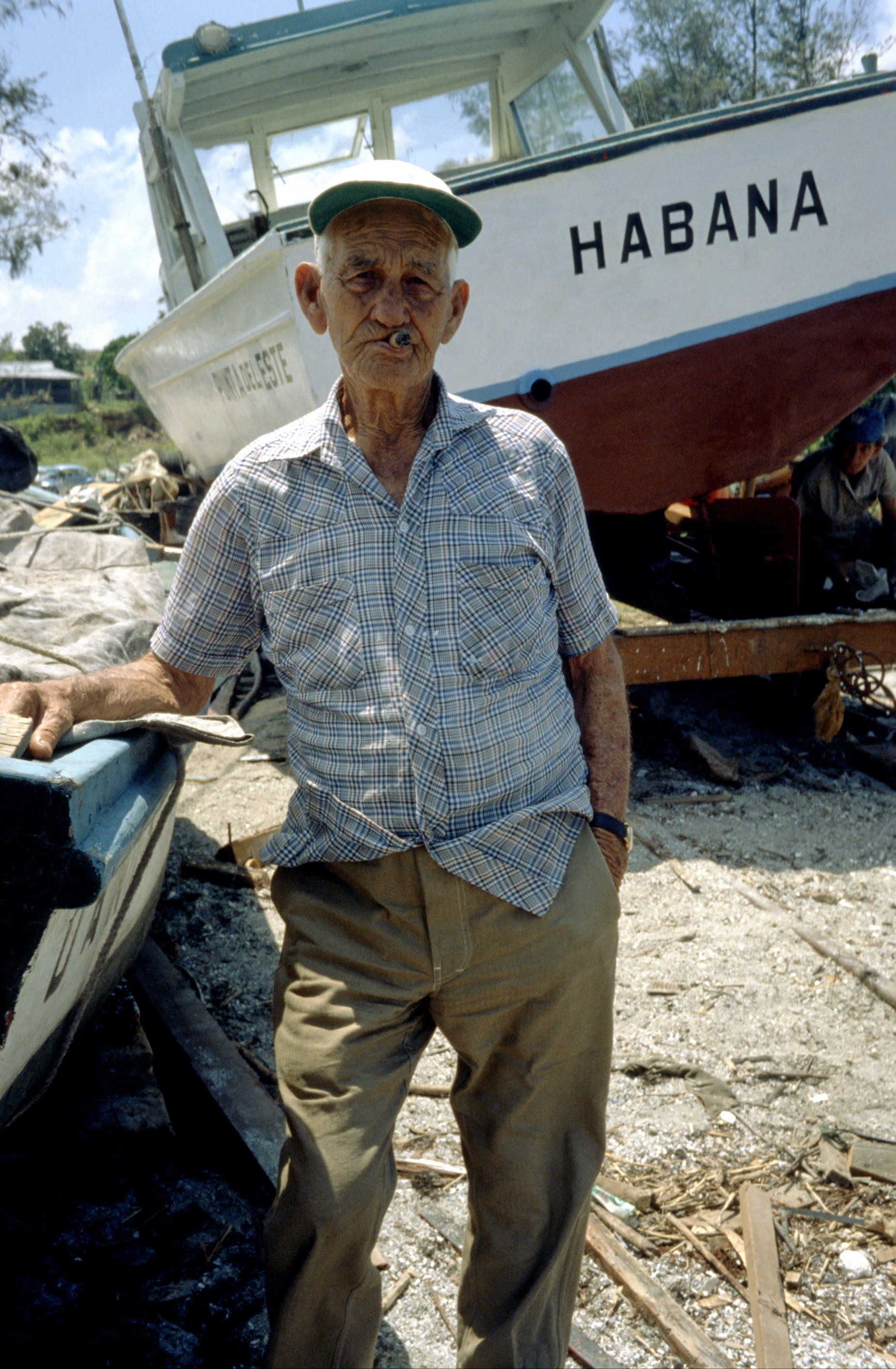
Gregorio Fuentes in Cojimar in 1993

Dit bekende verhaal van Hemingway gaat over een bejaarde Cubaanse visser die, na een onsuccesvolle periode, in gevecht raakt met een enorme marlijn die hij koste wat kost binnen wil halen. Aangenomen wordt dat het karakter van de hoofdpersoon, Santiago, gedeeltelijk is gemodelleerd naar de Cubaanse visser Gregorio Fuentes. Fuentes werd in 1897 geboren op Lanzarote op de Canarische Eilanden, en verhuisde op 6-jarige leeftijd naar Cuba, waar hij Hemingway in 1928 ontmoette. In de jaren 1930 huurde Hemingway hem in om voor zijn boot te zorgen. Vanaf 1940 woonde Hemingway op Cuba en er ontstond een vriendschap tussen de mannen. Bijna 30 jaar lang deed Fuentes dienst als kapitein op de boot en zorgde er ook voor als Hemingway er niet was. Fuentes overleed in 2002 op 104-jarige leeftijd. Het schip, de 'Pilar', liet hij na aan de Cubaanse regering. Het boek heeft hij nooit gelezen.

## Het verhaal

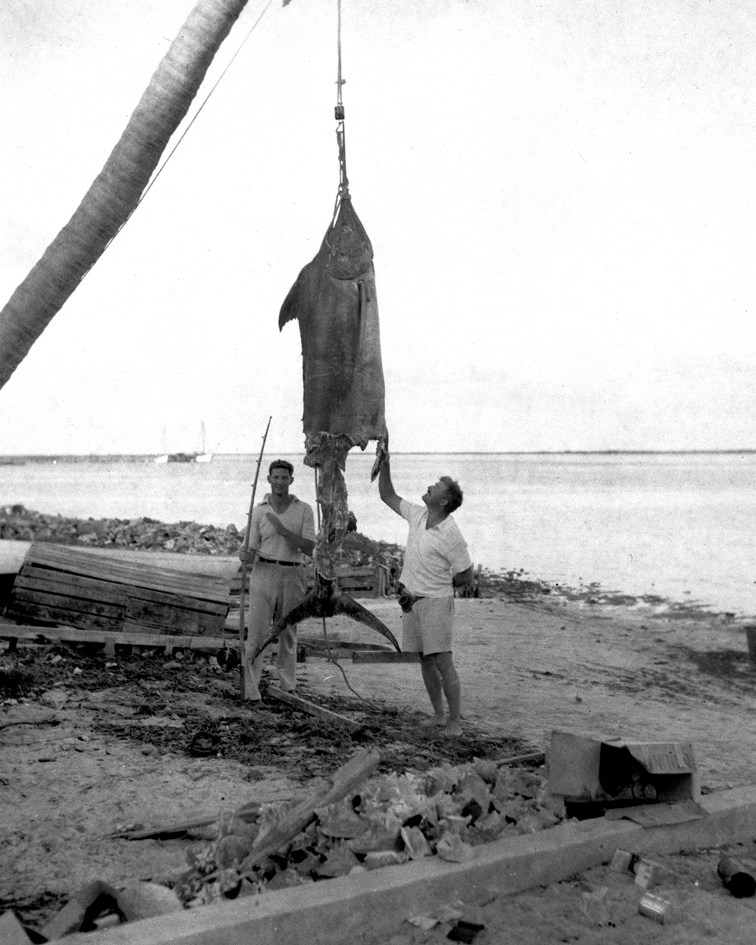
Hemingway en Henry Strater met een marlijn op de Bahama's in 1935

De oude visser Santiago heeft 84 dagen lang geen vis gevangen. Dat is de reden waarom de leerjongen Manolin van zijn ouders niet langer met hem mee mag en zijn geluk moet beproeven bij andere vissers. Manolin is echter gehecht aan de oude man en bezoekt hem elke avond in zijn hutje, helpt hem met het binnenhalen van het materiaal, zorgt voor zijn eten en praat met hem over hun gezamenlijke passie: honkbal, en met name de Amerikaanse sportheld Joe DiMaggio. Santiago vertelt Manolin dat hij de volgende dag ver de Golf zal opvaren, omdat hij ervan overtuigd is dat hij deze keer een goede vangst zal hebben.
Zo vertrekt hij op de 85e dag, zet zijn lijnen uit, en inderdaad heeft hij midden op die dag een grote vis aan de haak. Het blijkt een grote marlijn, die hij niet binnen kan halen. Het dier is zelfs zo groot en sterk dat het zijn bootje op sleeptouw neemt. Santiago geeft de strijd niet op en houdt twee dagen en nachten vol, tot hij gewond en uitgeput is. Hij heeft echter groot respect voor zijn 'tegenstander', die hij beschouwt als een 'broeder'.
Op de derde dag begint de vis uit vermoeidheid om de boot heen te zwemmen en met zijn laatste krachten weet Santiago het dier tijdens een van zijn radeloze sprongen aan zijn harpoen te krijgen. Hij bindt de enorme vis vast aan de zijkant van de boot en gaat op huis aan, met het idee, dat hij hiervoor een fikse prijs zal kunnen krijgen, maar ook met de gedachte, dat eigenlijk niemand waardig genoeg zou zijn om dit dappere dier te mogen eten.
Op de lange weg terug naar de kust vallen haaien, aangetrokken door het bloed, het lichaam van de vis aan en een nieuw gevecht dient zich aan. Bij de verdediging van zijn vangst doodt hij een van de haaien, maar raakt daarbij zijn harpoen kwijt. Hij improviseert een nieuw wapen door zijn mes vast te maken aan een van de roeiriemen. Op die manier weet hij zeven haaien te verslaan. Inmiddels is echter van zijn vis alleen nog een karkas over.
Als hij de volgende ochtend eindelijk de kust bereikt, strompelt hij naar huis en valt daar uitgeput in een diepe slaap. Een groepje vissers, niet op de hoogte van Santiago's reis, verzamelt zich rond zijn boot en bewondert de restanten van de grote vis. Toeristen in het plaatselijke café denken dat het een haai is. Manolin, die al die tijd bezorgd op zijn terugkeer heeft gewacht, huilt van opluchting als hij de oude man in slaap vindt. Hij haalt koffie en een krant voor Santiago, en als de oude man wakker wordt, belooft Manolin, dat zij op de volgende reis weer samen zullen zijn. Als Santiago weer in slaap valt, droomt hij van leeuwen op de kust van Afrika.

## Interpretatie
De novelle De oude man en de zee wordt op verschillende manieren geïnterpreteerd. Een invloedrijke lezing van het boekje is die van Joseph Waldmeir in zijn essay Confiteor Hominem: Ernest Hemingway's Religion of Man uit 1957. Hij wijst daarin op de parallellen met de via dolorosa: in de laatste bladzijdes staat dat de handen van Santiago, de hoofdpersoon, "feeling the nail go through his hands and into the wood" en hij draagt de houten mast een berg op, waar deze bijna te zwaar wordt en hij diverse keren valt, waarna hij bovenop de berg in een diepe slaap wegzinkt.

## Verfilming

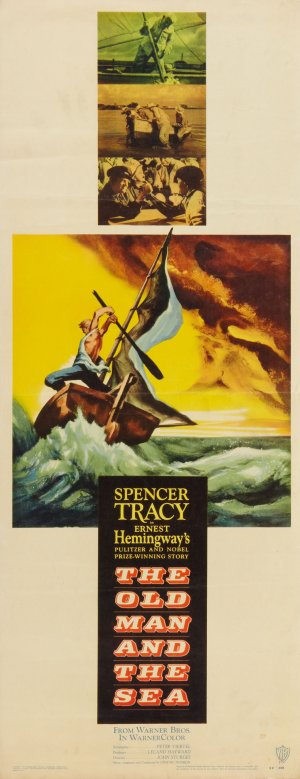
Affiche voor de film uit 1958

The Old Man and the Sea werd verfilmd in 1958 met in de hoofdrollen Spencer Tracy, Felipe Pazos, Harry Bellaver, Don Diamond en Don Blackman. Deze film kreeg een Oscar voor beste filmmuziek van de hand van Dmitri Tjomkin.
In 1990 is het boek verfilmd met Anthony Quinn in de hoofdrol. 
In 1999 is er ook nog een animatiefilm uitgebracht. Deze is geregisseerd door Aleksandr Petrov en heeft een Oscar gewonnen. Het bijzondere aan de film is dat het een compilatie is van schilderijen.

## Trivia
- Volgens het boek Saddam Hussein van Charles J. Fields was The Old Man and the Sea een van de favoriete boeken van Saddam Hoessein.